# Space Expo Noordwijk
Space Expo Noordwijk je izložba na temu svemirskih letova i centar za posjetitelje europske svemirske agencije (ESA) u Nizozemkom gradu Noordwijku. 
Najveća je tehnička podružnica ESE u Europi.
Izložba se bavi pitanjima kao što su:
- koji su učinci gravitacije?
- što je crna rupa?
- čemu služe sateliti?
- koje su svemirske misije u tijeku?

Izložba se nalazi prostoru Europskog svemirskog istraživačkog i tehnološkog centra (ESTEC). i otvorena je za posjetitelje 1990.

## Vanje poveznice
- Webstranica Space Expo Noordwijk